# Leonardo Sequeira
Leonardo Exequiel Sequeira (ur. 26 kwietnia 1995 w La Banda) – argentyński piłkarz występujący na pozycji skrzydłowego lub napastnika, od 2024 roku zawodnik urugwajskiego Peñarolu.